# 松永信雄
松永 信雄（まつなが のぶお、1923年（大正12年）1月16日 - 2011年（平成23年）12月1日、満88歳没）は、日本の外交官、外務省官僚。位階は正三位。外務事務次官、駐アメリカ合衆国大使を歴任。

## 略歴

### 大学卒業まで
- 1929年（昭和04年） - 学習院初等科入学
- 1931年（昭和06年） - 外交官であった父松永直吉のオランダ赴任に伴い家族でハーグへ移住、その後ウィーンへ
- 1935年（昭和10年） - 暁星中学校に編入
- 1938年（昭和13年） - 第一高等学校文科丙類入学
- 1941年（昭和16年） - 東京帝国大学法学部入学
- 1944年（昭和19年） - 東京帝国大学法学部政治学科卒業、学徒動員

### 外務省入省から退官まで
- 1946年（昭和21年） - 外務省入省、外務官吏研修所で半年間研修のち、経済部貿易課配属
- 1948年（昭和23年） - 調査局調査第二課（米州担当、現在の北米局）
- 1950年（昭和25年）11月 - パリ在外事務所
- 1952年（昭和27年）04月 - 在フランス大使館
- 1953年（昭和28年）01月 - 条約局条約課
- 1957年（昭和32年）03月 - 在ソヴィエト連邦大使館
- 1959年（昭和34年）05月 - ジュネーヴ代表部（12月～翌5月 条約局条約課へ長期出張）
- 1961年（昭和36年）11月 - アジア局中国課のち島重信外務事務次官秘書官
- 1964年（昭和39年）05月 - 条約局条約課長
- 1967年（昭和42年）08月 - 在フランス大使館参事官（総務担当）
- 1971年（昭和46年）01月 - 大臣官房人事課長
- 1973年（昭和48年）01月 - 条約局参事官
- 1973年（昭和48年）08月 - 条約局長
- 1976年（昭和51年）09月 - 官房長
- 1978年（昭和53年）04月 - 駐メキシコ大使
- 1981年（昭和56年）12月 - 外務審議官（経済担当）
- 1983年（昭和58年）01月 - 外務事務次官
- 1985年（昭和60年）01月 - 駐米大使
- 1989年（平成元年）12月 - 退任

### 退官後
- 1990年（平成02年） - 財団法人日本国際問題研究所理事長：1999年（平成11年）退任
- 1992年（平成04年）06月 - 政府代表：1998年（平成10年）退任
- 1996年（平成8年）11月 - 勲一等旭日大綬章受章[1]
- 2011年（平成23年）12月01日 - 心不全のため死去[2]。満88歳没。叙・正三位[3]

### エピソード
1965年（昭和40年）6月22日日韓基本条約交渉の際には条約課長として交渉の実担当となり、論点の一つだった韓国の対日請求権について「日韓請求権並びに経済協力協定によって韓国の日本に対する一切の財産及び請求権問題に対する外交的保護権は放棄されている」とした内容で締結に導いた。

## 著書
- 『ある外交官の回想』（日本経済新聞社、2002年）